# Joelia Volkova
Joelia Olegovna Volkova (Russisch: Юля Олеговна Волкова) (Moskou, 20 februari 1985) is een Russische zangeres. Samen met Lena Katina vormde zij het duo t.A.T.u.

## Biografie
Volkova leerde piano spelen toen ze zes jaar werd. Ze begon haar zangcarrière in het Russische kinderkoor Neposedi, waar ook Lena Katina zong. Later werden zij door manager Ivan Sjapovalov samengebracht in het t.A.T.u.
In februari 2003, onderging Volkova een abortus in Moskou. Dit werd bevestigd door haarzelf in december 2003 in de documentaire Anatomy of t.A.T.u. Ondanks het lesbische imago van t.A.T.u. zijn Volkova en Katina geen stel. Later dat jaar nam het duo deel aan het Eurovisiesongfestival 2003. Vooraf was er veel commotie over de deelname. Volkova en Katina hadden namelijk van tevoren aangekondigd om elkaar hevig te zoenen tijdens het optreden. De organisatie van het festival had dit het duo echter verboden. Wanneer ze dit wel zouden doen, zouden ze gediskwalificeerd worden. Vanwege het feit dat Volkova keelproblemen had, mocht t.A.T.u ook op andere momenten repeteren. Het optreden tijdens de televisie-uitzending werd ingeluid door luid boegeroep van het publiek. t.A.T.u eindigde uiteindelijk op een derde plek, slechts een paar puntjes verwijderd van de overwinning. 
In mei 2004 maakte Volkova bekend dat ze weer zwanger was. Volkova kreeg op 23 september 2004 met haar toenmalige jeugdvriend Pavel (Pasja) Sidorov een dochter, Viktoria. Op 27 december 2007 beviel Volkova van een zoon. Vader is Parviz Jasinov, die getrouwd is met Masja Veber, met wie hij ook een zoon heeft. Hiervoor liet ze aan de Russische editie van het mannenblad Maxim haar zwangere buik zien. 
Sinds de stop van t.A.T.u in 2011 is Volkova als solozangeres actief. 
In 2012 nam ze samen met Dima Bilan deel aan de Russische nationale finale voor het Eurovisiesongfestival 2012. Ze werden met het liedje Back to her future tweede achter Boeranovskije Baboesjki die met Party for everybody naar Bakoe mochten. 
Later in 2012 had Volkova verschillende stembanden operaties ondergaan. Alhoewel het haar sterk afgeraden wordt, blijft ze door gaan met een carrière in de zang. Er hingen een aantal jaren geruchten rond dat Volkova keelkanker zou hebben, maar de zangeres ontkende dit.
Volkova bekeerde zich in 2010 tot de islam, maar maakte in 2017 bekend te zijn teruggekeerd naar de orthodoxe kerk.
In 2014 raakte Volkova in opspraak omdat ze tijdens een Oekraïense televisieprogramma had gezegd dat ze homoseksuelen niet accepteerde, terwijl zij zelf biseksueel is. Daarbij zei ze ook dat ze het wel zou accepteren als haar dochter een lesbienne zou zijn, maar niet als haar zoon homo zou zijn.
- Gemeinsame Normdatei: 1156758297
- International Standard Name Identifier: 0000 0000 7792 5096
- Library of Congress Control Number: no2010057846
- Nationale Bibliotheek van Letland: 000223464
- MusicBrainz: 209bcf5b-552c-4a2a-8baa-cb490c1a4dfe
- Virtual International Authority File: 120529126
- WorldCat: E39PBJrm7k8PM8wDHd8F8PBgKd